# 스톤피쉬
스톤피쉬는 페르카목 쑤기미과의 물고기이다. 그것은 독성이 있다. 스톤피쉬는 바위처럼 생긴 암초 바닥에 산다. 스톤피쉬는 인간에게 치명적일수 있다.

## 특징
스톤피쉬의 몸색깔은 보통 갈색 또는 회색이며 노란색, 주황색 또는 빨간색일수 있다. 몸의 길이는 30-40cm에 이른다.

## 분포 및 서식지
스톤피쉬는 주로 남회귀선 위에 산다.
이 물고기는 산호초에 산다. 그것은 바위와 식물 주위에서 정착생활을 하거나 해저에서 휴식할 수 있다.

## 먹이
스톤피쉬는 주로 작은 물고기, 새우 및 기타 갑각류를 먹는다.